# تمريض الطوارئ (مجلة)
تمريض الطوارئ هي مجلة علمية محكمة تصدر كل شهر وتغطي البحوث والمقالات السريرية ذات الصلة بتمريض الطوارئ. تنشرها كلية التمريض الملكية.

## وصلات خارجية
- الموقع الرسمي